# دارکوب هوفمان
دارکوب هوفمان (نام علمی: Melanerpes hoffmannii) نام یک گونه از سرده سیاه‌خزنده‌ها است.